# Sony Reader

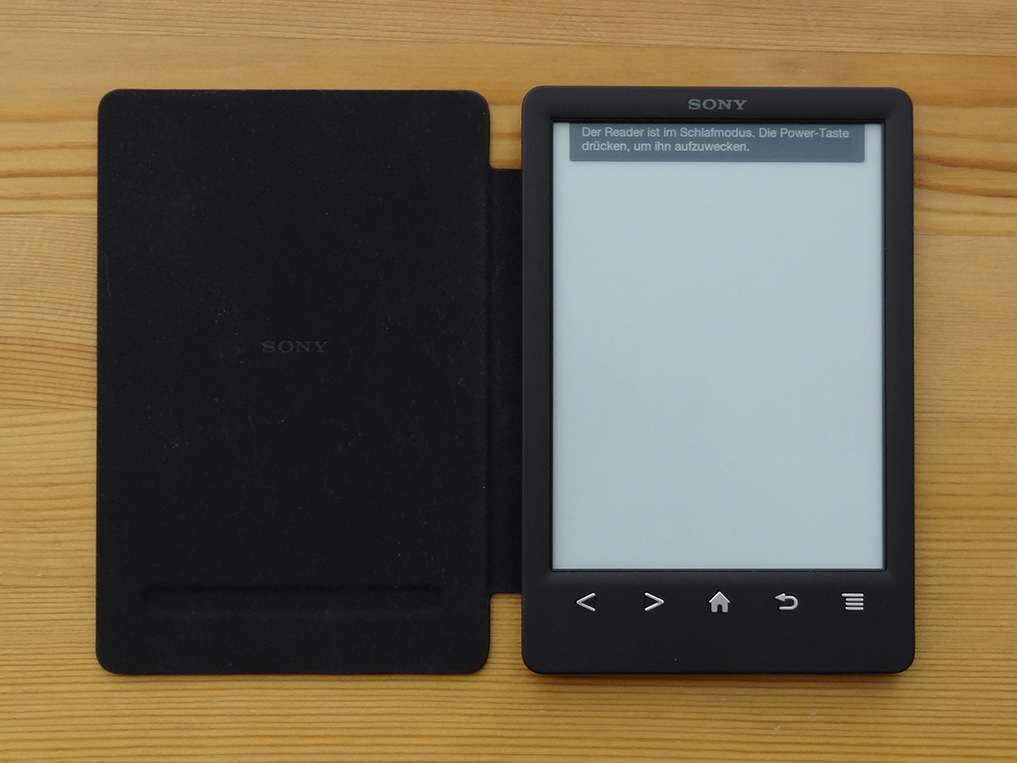
Sony PRS-T3 E-Book-Reader mit integrierter Schutzhülle

Ein Sony-Reader ist ein Lesegerät für E-Books (E-Book-Reader) von Sony. Das Schwarzweiß- bzw. Graustufen-Display basiert auf der Technologie des Elektronischen Papiers.
Auf der Internationalen Funkausstellung 2008 zeigte Sony erstmals in Deutschland einen E-Book-Reader. Das aktuelle Produkt ist der Sony PRS-T3, der den PRS-T2 abgelöst hat und am 4. September 2013 offiziell vorgestellt wurde. Im August 2014 wurde bekannt, dass Sony keine weiteren E-Book-Reader entwickeln wird.

## Technische Daten
Unterstützte Software-Formate sind: Das von Sony in seinem „eBook Store“ verwendete EPUB-Format, Adobes PDF-Dateien, Blogs, RSS-Web-Feeds, JPEG-Bilddateien und das Sony-eigene BBeB-Format („BroadBand eBook“). Außerdem können mit den meisten Geräten MP3- und (DRM-freie) AAC-Dateien abgespielt werden.
Ein Touchscreen mit Infrarotsensoren wird seit dem Reader Touch PRS-650 bei allen Sony E-Book-Readern genutzt. Die Touch-Technologie basiert nicht wie üblich auf kapazitiver Bildschirmtechnologie, sondern auf Infrarotsensoren, mit denen die Position des Fingers auf dem Gerät geortet werden. Außerdem nutzen alle Sony E-Book-Reader sogenanntes Elektronisches Papier, das eine Ablesbarkeit auch bei direkter Bestrahlung von Sonnenlicht ermöglicht.
|                          |                          | PRS-300 Pocket Edition      | PRS-350 Pocket Edition       | PRS-500                     | PRS-505                     | PRS-600 Touch Edition       | PRS-650 Touch Edition        | PRS-T1 Reader WiFi                                    | PRS-T2                                                | PRS-T3(S)                                             | PRS-700                     | PRS-900BC Daily Edition     | PRS-950SC Daily Edition              |          |
| ------------------------ | ------------------------ | --------------------------- | ---------------------------- | --------------------------- | --------------------------- | --------------------------- | ---------------------------- | ----------------------------------------------------- | ----------------------------------------------------- | ----------------------------------------------------- | --------------------------- | --------------------------- | ------------------------------------ | -------- |
| Vorstellung              | Vorstellung              | 5. August 2009              | September 2010               | September 2006              | 24. Juli 2008               | 5. August 2009              | September 2010               | 31. August 2011                                       | 16. August 2012                                       | 4. September 2013                                     | 2. Oktober 2008             | 25. August 2009             | 2010                                 |          |
| Abmessungen [mm]         | Länge                    | 157                         | 145,0                        | 175,6                       | 175                         | 175,3                       | 168,0                        | 173,0                                                 | 173,0                                                 | 160,0                                                 | 174,3                       | 200,6                       | 200                                  |          |
| Abmessungen [mm]         | Breite                   | 108                         | 104,3                        | 123,6                       | 122                         | 121                         | 118,8                        | 110,0                                                 | 110,0                                                 | 109,0 a (107,0 b)                                     | 127,6                       | 120,7                       | 128                                  |          |
| Abmessungen [mm]         | Dicke                    | 10,2                        | 8,5                          | 13,8                        | 8                           | 8                           | 9,6                          | 8,9                                                   | 9,1                                                   | 11,3 a (8,8 b)                                        | 9,7                         | 15,08                       | 9,6                                  |          |
| Gewicht [g]              | Gewicht [g]              | 220                         | 155                          | 250                         | 250                         | 286                         | 220                          | 168                                                   | 164                                                   | 200 a (160 b)                                         | 283,5                       | 361,5                       | 273                                  |          |
| Bildschirmdiagonale      | Bildschirmdiagonale      | 12,7 cm (5″)                | 12,7 cm (5″)                 | 15,5 cm (6″)                | 15,5 cm (6″)                | 15,5 cm (6″)                | 15,2 cm (6″)                 | 15,2 cm (6″)                                          | 15,2 cm (6″)                                          | 15,2 cm (6″)                                          | 15,5 cm (6″)                | 17,8 cm (7″)                | 17,8 cm (7″)                         |          |
| Bildschirmauflösung      | Bildschirmauflösung      | 200 ppi                     | 200 ppi                      | 170 ppi                     | 170 ppi                     | 170 ppi                     | 170 ppi                      | 170 ppi                                               | 170 ppi                                               | 212 ppi                                               | 170 ppi                     | 170 ppi                     | 170 ppi                              |          |
| Graustufen               | Graustufen               | 8                           | 16                           | 4                           | 8                           | 8                           | 16                           | 16                                                    | 16                                                    | 16                                                    | 8                           | 16                          | 16                                   |          |
| Bildschirmgröße [Pixel]  | Bildschirmgröße [Pixel]  | 800 × 600                   | 800 × 600                    | 800 × 600                   | 800 × 600, (754 × 584 c)    | 800 × 600                   | 800 × 600                    | 800 × 600                                             | 800 × 600                                             | 1024 × 758                                            | 800 × 600                   | 600 × 1024                  | 600 × 1024                           |          |
| Besonderheiten           | Besonderheiten           |                             | IR-Touchscreen Pearl-Display |                             |                             | Touchscreen                 | IR-Touchscreen Pearl-Display | Dual-Touch IR-Touchscreen Pearl-Display W-Lan Android | Dual-Touch IR-Touchscreen Pearl-Display W-Lan Android | Dual-Touch IR-Touchscreen Pearl-Display W-Lan Android | Touchscreen Pearl-Display   | UMTS-Modem Touchscreen      | UMTS-Modem Touchscreen Pearl-Display |          |
| Speicher                 | insgesamt                | 512 MB                      | 2 GB                         | 64 MB                       | 256 MB                      | 512 MB                      | 2 GB                         | 2 GB                                                  | 2 GB                                                  | 2 GB                                                  | 512 MB                      | 512 MB                      | 2 GB                                 |          |
| Speicher                 | davon frei               | 440 MB                      | 1,4 GB                       |                             | 192 MB                      | 380 MB                      | 1,4 GB                       | 1,2 GB                                                | 1,2 GB                                                | 1,2 GB                                                | 420 MB                      | 380 MB                      | 1,4 GB                               |          |
| Speicherkartensteckplatz | Speicherkartensteckplatz | nicht vorhanden             | nicht vorhanden              | SD/HC, Memory Stick Pro Duo | SD/HC, Memory Stick Pro Duo | SD/HC, Memory Stick Pro Duo | SD/HC, Memory Stick Pro Duo  | Micro-SD                                              | Micro-SD                                              | Micro-SD                                              | SD/HC, Memory Stick Pro Duo | SD/HC, Memory Stick Pro Duo | SD/HC, Memory Stick Pro Duo          |          |
| Prozessor                | Prozessor                | i.MX1L                      |                              |                             |                             | i.MX31L (TO 2.0.1)          |                              |                                                       | Freescale i.MX508                                     | Freescale i.MX508                                     |                             |                             |                                      |          |
| Schnittstellen           | Schnittstellen           | USB 2.0                     | USB 2.0                      | USB 2.0                     | USB 1.1                     | USB 2.0                     | USB 2.0                      | USB 2.0                                               | USB 2.0                                               | USB 2.0                                               | USB 2.0                     | USB 2.0                     | USB 2.0                              |          |
| Textformate              | Textformate              | EPUB BBeB PDF Text RTF Word | EPUB BBeB PDF Text RTF Word  | PDF Text RTF LRF            | EPUB BBeB PDF Text RTF      | EPUB BBeB PDF Text RTF Word | EPUB BBeB PDF Text RTF Word  | EPUB PDF Text                                         | EPUB PDF Text                                         | EPUB PDF Text                                         | EPUB BBeB PDF Text RTF Word | EPUB BBeB PDF Text RTF Word | EPUB BBeB PDF Text RTF Word          |          |
| Audioformate             | Audioformate             |                             |                              |                             |                             | MP3, AAC                    | MP3, AAC                     | MP3, AAC                                              | MP3, AAC                                              |                                                       |                             | MP3, AAC                    | MP3, AAC                             | MP3, AAC |
| Bildformate              | Bildformate              | JPEG, PNG, GIF, BMP         | JPEG, PNG, GIF, BMP          |                             | JPEG, PNG, GIF, BMP         | JPEG, PNG, GIF, BMP         | JPEG, PNG, GIF, BMP          | JPEG, PNG, GIF, BMP                                   | JPEG, PNG, GIF, BMP                                   | JPEG, PNG, GIF, BMP                                   | JPEG, PNG, GIF, BMP         | JPEG, PNG, GIF, BMP         | JPEG, PNG, GIF, BMP                  |          |

## Modelle
Die Modelle tragen alle die Abkürzung Portable Reader System (PRS) im Namen.

### Modell-Geschichte
Seit dem 11. März 2009 ist das Modell PRS-505 auch in Europa erhältlich.
Im August 2009 hat Sony die beiden neuen Modelle PRS-300 Pocket Edition und PRS-600 Touch Edition vorgestellt.

### 6-Zoll-Geräte

#### PRS-505

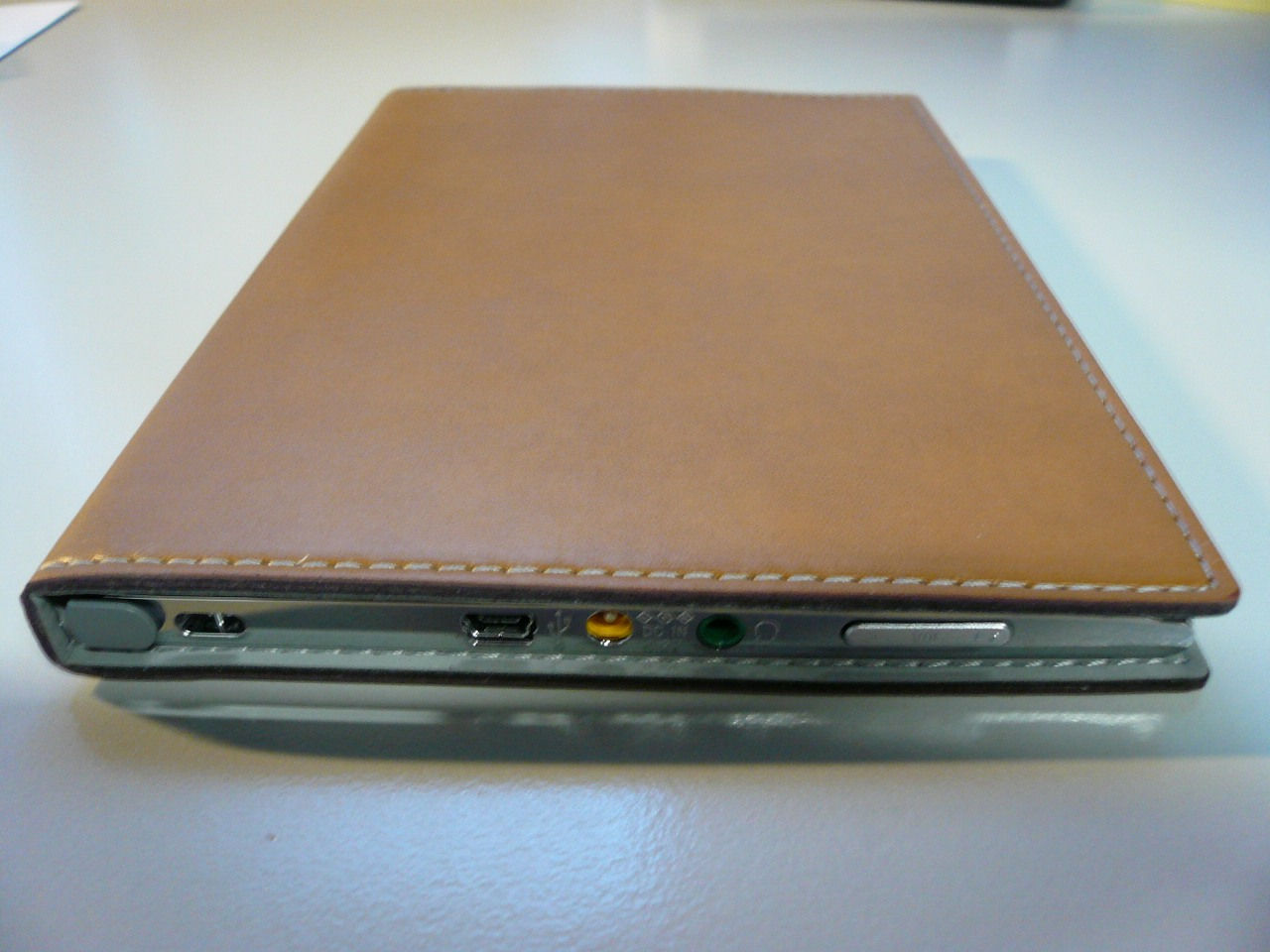
PRS-505 im Ledereinband

Das Gerät verfügt über 256 MB Speicher, wovon 192 MB beschreibbar sind. Dies entspricht etwa 160 Büchern bei einer durchschnittlichen Dateigröße von 1,2 MB. Unterstützt werden der Sony Memory Stick Pro Duo 8/16 GB, sowie SD cards bis zu 16/32 GB. Laut Packungsangabe wird aber nicht für eine Funktionsfähigkeit aller SD/MS-Speicherkarten garantiert. Der Lithium-Ionen-Akkumulator reicht für bis zu 7500 Seitenwechsel.

#### PRS-700
Das neuere PRS-700 ist mit einem Touchscreen und einer LED-Hintergrundbeleuchtung ausgestattet und verfügt über 420 MB beschreibbaren Speicher. Unterstützt wird der Sony Memory Stick Pro Duo 8 GB, sowie SD Speicherkarten mit bis zu 32 GB.
Der Lithium-Ionen-Akkumulator reicht für bis zu 7500 Seitenwechsel ohne Hintergrundbeleuchtung oder für bis zu 4 Stunden bei heller bzw. 8 Stunden bei mittlerer Beleuchtung.

#### PRS-600 Touch Edition
Das PRS-600 erschien 2009 und ist auch mit einem Touchscreen ausgestattet und verfügt über 380 MB beschreibbaren Speicher. Als Speichererweiterung werden Sony Memory Stick Pro Duo und SD-Speicherkarten unterstützt. Der Lithium-Ionen-Akkumulator wiederum für etwa 7500 Seitenwechsel.

#### PRS-650 Touch Edition
Für das PRS-650 wird das erste Mal von Sony ein E Ink® Pearl-Display verwendet, welches eine noch bessere Bilddarstellung ermöglicht und ebenfalls vom Konkurrenten Amazon im Produkt Kindle verbaut wird. Der Bildschirm hat 6 Zoll Bildschirmdiagonale. Das Gerät hat etwas geringere Abmessungen als das PRS-600 und ist auch leichter. Durch den neuen Bildschirm sind nun 16 anstatt der bisherigen 8 Graustufen möglich. Zudem sind nun 1,4 GB beschreibbarer Speicher verwendbar. Als Speichererweiterung werden Sony Memory Stick Pro Duo und SD-Speicherkarten unterstützt. Eine Akkuladung reicht bis zu 2 Wochen. Das Gerät ist in den Farben Silber, Schwarz und Rot erhältlich.

#### PRS-T1 Reader WiFi

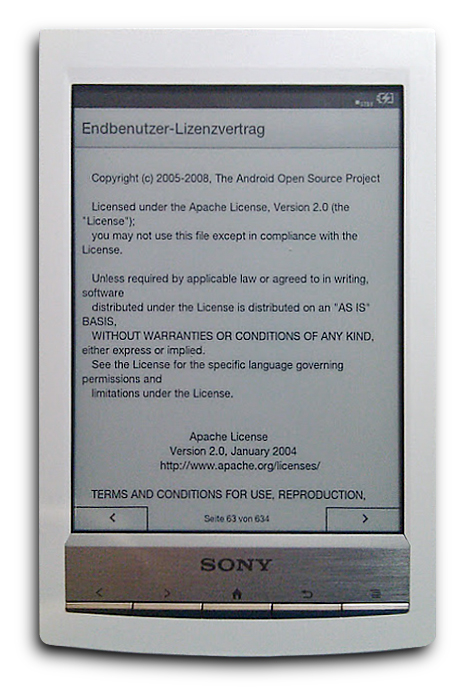
PRS-T1 mit Lizenztext

Der PRS-T1 ist das erste Gerät von Sony, welches in Europa mit einer Drahtlosverbindung (WLAN) auf den Markt gekommen ist. Diese Neuerung erlaubt es Sony, einen eigenen E-Book-Shop direkt ins Gerät zu integrieren. Als Betriebssystem kommt in einem Sony Reader erstmals Android in der Version 2.2 zum Einsatz, jedoch mit einer angepassten Oberfläche. Standardmäßig hat der Benutzer allerdings keinen Zugriff auf den Android-Homescreen und auch keine Möglichkeit, Android-Applikationen zu installieren. Dies ist erst mit einem Root des Gerätes möglich, wodurch beispielsweise alternative Lesesoftware installiert werden kann. Der Root kann allerdings einen Verlust der Garantie zur Folge haben. Eine weitere Besonderheit dieses Modells ist das geringe Gewicht. Mit nur 168 Gramm handelte es sich bis zum Erscheinen seines Nachfolgers T2 um den leichtesten 6-Zoll-E-Book-Reader mit Touchscreen. Im Gegensatz zu den vorangegangenen Generationen besteht das Gehäuse des PRS-T1, bis auf die Metallleiste über den Knöpfen, vollständig aus Kunststoff. Als Speichererweiterung für den 2 GB großen internen Speicher (1,2 GB frei) werden Micro-SDHC-Speicherkarten unterstützt (bis zu 32 GB). Das Gerät ist in den Farben weiß, schwarz und rot erhältlich.

#### PRS-T2
Der PRS-T2 verfügt wie der PRS-T1 über WLan, und über eine Vorbereitung zum Zugriff auf den von Sony betriebenen eBook Store. Als Betriebssystem kommt Android zum Einsatz, dessen Bedienoberfläche im Vergleich zum Sony PRS-T1 leicht überarbeitet wurde. Erstmals bei einem 6 Zoll Sony-eBook-Reader verfügt der PRS-T2 über keinerlei Audio-Unterstützung. Er ist dadurch mit 164 Gramm etwas leichter als sein Vorgänger. Die neue Evernote Clearly-Softwareunterstützung erlaubt es, Notizen im Internet zu synchronisieren. Außerdem lassen sich Artikel aus dem Internet speziell für den PRS-T2 aufbereiten und im ePub-Format an das Gerät schicken. Als Speichererweiterung für den 2 GB großen internen Speicher (1,2 GB frei) werden Micro-SDHC-Speicherkarten unterstützt (bis zu 32 GB). Das Gerät ist in den Farben schwarz, weiß und rot erhältlich, wobei das schwarze Modell mit einer matten Gehäuseoberfläche ausgestattet ist, während die beiden anderen Farbvarianten über ein glänzendes Gehäuse verfügen.

#### PRS-T3
Der PRS-T3 verfügt, wie die beiden Vorgänger auch, über WLan. Damit ist ein direkter Zugriff auf den eingebauten Sony E-Book Store möglich. Als Betriebssystem kommt weiterhin Android Gingerbread zum Einsatz. Sony nutzt zur Bedienung eine eigens angepasste Oberfläche, die der des PRS-T2 weitestgehend gleicht. Erstmals ist neben den Fremdsprachen-Wörterbüchern mit dem Duden auch ein deutsches Wörterbuch integriert.
Der PRS-T3 verfügt mit 1024 × 758 Pixel über eine höhere Bildschirmauflösung als andere 6 Zoll E-Book-Reader von Sony. Die Pixeldichte beträgt 212 ppi. Außerdem nutzt der PRS-T3 erstmals eine integrierte Schutzhülle, die den Bildschirm abdeckt und fest mit der abnehmbaren Rückseite des Geräts verbunden ist. Dadurch ist das Gerät mit insgesamt 200 Gramm und einer Tiefe von 11,3 mm schwerer und dicker als sein Vorgänger. Zusätzlich steht eine Hülle mit integrierter Beleuchtung zur Verfügung, die den benötigten Strom direkt vom PRS-T3 bezieht. Seit Oktober 2013 ist das Sondermodell PRS-T3S erhältlich, das ohne die Schutzhülle verkauft wird und daher geringfügig kleiner und leichter ist. Ansonsten sind PRS-T3 und PRS-T3S identisch.
Der interne Speicher beträgt weiterhin 2 GB (1,2 GB frei) und kann mit Micro-SDHC-Speicherkarten erweitert werden (bis zu 32 GB). Das Gerät ist, wie auch die Hüllen, in den Farben schwarz, weiß und rot erhältlich.

### 5-Zoll-Geräte (seit 2009)

#### PRS-300 Pocket Edition
Seit 2009 gibt es mit dem PRS-300 eine kleinere Ausgabe des Readers. Auf einen Touchscreen wird bei diesem Modell verzichtet, ebenfalls ist keine Speichererweiterung und Audioausgabe möglich. Das Gerät verfügt über ca. 440 MB beschreibbaren Speicher.  Eine Akkuladung reicht für ca. 6800 Seitenumschläge.

#### PRS-350 Pocket Edition
2010 erschien mit dem PRS-350 auch ein neues Gerät mit 5-Zoll-Bildschirmdiagonale. Als Bildschirm findet auch ein Pearl-Display Verwendung. Das Gerät verfügt über einen Touchscreen. Im Vergleich zum Vorgängermodell sind die Abmessung etwas kleiner und es ist etwas leichter. Der beschreibbare Speicher umfasst nun 1,4 GB, auf Speichererweiterung und Audioausgabe wurde wiederum verzichtet. Das Gerät ist in den Farben Silber, Dunkelblau und Rosa erhältlich.

### 7-Zoll-Geräte (seit 2009)

#### PRS-900BC Daily Edition
In den USA erschien 2009 mit dem PRS-900 in USA auch ein Modell mit 7-Zoll-Bildschirmdiagonale. Die Besonderheit des Gerätes ist, dass es über ein UMTS-Modem für mobiles Internet verfügt. Das Display ist ein Touchscreen. Es hat 380 MB freien Speicher, zudem besteht die Möglichkeit den Speicher mit Memory Stick Pro Duo oder SD-Karten zu erweitern.

#### PRS-950SC Daily Edition
2010 erschien in den USA das PRS-950. Das Gerät hat ein Pearl-Display mit Touchscreen. Das Gerät verfügt über ein UMTS-Modem und kann auch über Wlan mit dem Internet verbunden werden. Es hat 1,4 GB freien Speicherplatz. Eine Akkuladung soll für 10 Tage, mobiles Internet eingeschaltet, und für bis zu 22 Tage, mobiles Internet ausgeschaltet, reichen. Obwohl das Gerät offiziell in Europa nicht erhältlich ist, unterstützt es u. a. Deutsch als einstellbare Sprache.

### PRS+
Das PRS+-Projekt bietet eine modifizierte Firmware mit Unterstützung für Verzeichnisse („Browse Folders“) und andere Funktionen. Ferner werden Spiele möglich und die beliebtesten „Hacks“ integriert. Die aktuelle Version unterstützt die Modelle PRS-300, PRS-505, PRS-350, PRS-650 und PRS-950. Die genaue Funktionsliste ist abhängig vom Modell.

PRS+ 1.0.2
Hauptmenü
Einstellungen

## Verfügbare Literatur
Neben Sonys Buchshop und der Kooperation mit der Buchhandlung Thalia wurde im März 2009 eine Kooperation mit Google bekannt. Der Suchmaschinenbetreiber stellt die bislang 500.000 Bücher seines Digitalisierungsprojekts für Käufer des Sony Reader kostenlos zur Verfügung.

## Sony Reader auf anderen Plattformen

### Android
Für Android-Mobiltelefone ist seit Januar 2011 im Google Play Store eine offizielle App mit dem Namen „Reader“ verfügbar. Die App benötigt die Android-Version 2.2 oder höher. Mit der App können Bücher gelesen werden, die mit dem Sony-Reader-Store auf dem Computer, einem Sony-Reader oder auf dem Mobiltelefon selbst gekauft wurden. Daneben stehen auch Markier- und Kommentarfunktionen zur Verfügung. Außerdem ist es möglich, die Leseposition, Markierungen und Kommentare mit dem „PRS-950“ zu synchronisieren.

### iPhone
Sony hat auch eine App für das iPhone  entwickelt, Apple hat die App jedoch in der aktuellen Version abgelehnt. Sony hat daraufhin erklärt, mit Apple verhandeln zu wollen.

## Kritik
Im Rahmen der von mehreren Print- und Onlinemagazinen durchgeführten Wahl zum Schlechtesten Produkt des Jahres wurde in den Niederlanden unter besteproduct.nl für 2009 der Sony Reader gewählt. Die Jury begründete dies mit der fehlenden Internetanbindung, Mängel in der Bedienbarkeit und der Höhe des Anschaffungspreises. Die Auszeichnung bezog sich auf die gesamte Modellfamilie der 2009 lieferbaren Sony Reader.
Die Ende 2010 erschienenen Sony Reader PRS-650 und PRS-350 wurden im Oktober bzw. November 2010 von lesen.net mit den Noten Sehr Gut (1,5) bzw. Gut (1,6) bewertet.
Sowohl der Sony PRS-T1 als auch der Sony PRS-T2 wurden von cme.at im November 2011 bzw. September 2012 mit der Note Sehr Gut (1,4) versehen. Der Sony PRS-T3 wurde von AllesEbook.de im September 2013 mit der Note Gut (1,7) bewertet. Hauptkritikpunkt ist das Fehlen einer integrierten Beleuchtung.